# Кольчугин, Александр Григорьевич
Александр Григорьевич Кольчугин (27 июля 1839 — 10 сентября 1899) — российский предприниматель, купец второй гильдии. 

## Биография
Потомственный почётный гражданин Москвы, старшина Московского купеческого сословия, член Московского отделения Совета торговли и мануфактуры, член Московского губернского податного присутствия, гласный Московской городской думы (1877-92), Гильдейский староста купеческой управы (1877-79). С 1888 г. — глава правления «Общества Верхних торговых рядов на Красной площади в Москве». С 1890 г. — глава комитета лавковладельцев в г. Москве, и глава правления акционерного общества «Средние торговые ряды».
Основал фирму (1876) по обработке цветных металлов («Товарищество латунного и меднопрокатного заводов А. Кольчугина»). Фирма построила меднопрокатный и латунный заводы во Владимирской губернии (ныне завод «Кольчугцветмет». По имени основателя завода рабочий посёлок при нём стал называться Кольчугинский (ныне г. Кольчугино).
На полученный от торгового дома «Вогау и К°» кредит Александр Кольчугин развернул близ с. Васильевское строительство заводов с паровыми машинами и современным оборудованием. В 1876 году заводы перешли в собственность «Товарищества латунного и меднопрокатного заводов Кольчугина», в котором основной капитал принадлежал торговому дому «Вогау и К°»; Кольчугин вошел в правление, но в 1887 году прекратил дела с «Товариществом», продав ему свой пай.
В 1918 г. завод был национализирован и стал называться Первым государственным меднообрабатывающим заводом. Металлургическое производство, основанное Кольчугиным, продолжает существовать как предприятие ЗАО «Кольчугцветмет», занимающее площадь около 150 гектаров.
В конце XIX века на базе медеплавильного завода купца Кольчугина было организовано производство посуды. С 1922 г. на заводе начался выпуск самоваров, примусов. С 1948 г. началось строительство и поэтапный ввод в эксплуатацию технологических линий по выпуску никелированных чайников, посеребренных столовых приборов и посуды из нейзильбера.
В 1960-е годы были закончены работы по строительству и монтажу отдела хромирования изделий народного потребления. В 1978 году введён в эксплуатацию новый корпус посудного цеха. Проектная мощность его составляет более 2 тыс. тонн посуды и столовых приборов. Цех товаров народного потребления изготавливает посуду и столовые приборы из мельхиора (нейзильбера), латуни, нержавеющей стали и серебра, в качестве покрытия которых используется никель, хром, серебро, золото.
Был похоронен на Ваганьковском кладбище.

## Награды
Кавалер орденов Св. Анны II степени, Св. Станислава II степени, три золотые медали «За усердие» для ношения на Александровской, Аннинской и Станиславской ленте, бронзовая медаль для ношения на Александровской ленте, знак Красного Креста, серебряная медаль в память Священного Коронования Императорских величеств, черногорский орден  Князя Даниила I 2-й ст. и серебряная медаль для ношения на Андреевской ленте в память Священного коронования Государя Императора Николая II.

## Память
В 2005 г. площадь Первого мая в г. Кольчугино переименована в площадь имени купца Кольчугина, на ней установлен бронзовый бюст А. Г. Кольчугина.